# Kamal Hasan Ali
Kamāl Hasan ʿAlī (in arabo كمال حسن علي‎?; Hayy ʿĀbidīn, 18 settembre 1921 – Il Cairo, 27 marzo 1993) è stato un generale e politico egiziano.
Kamāl Hasan ʿAlī - la cui famiglia era originaria di Asyut - intraprese la carriera militare, combattendo nella Guerra arabo-israeliana del 1948. In occasione della Guerra del 1973 contro Israele ricoprì l'importante funzione di responsabile dell'Approvvigionamento dei mezzi corazzati per l'esercito egiziano.

Capo dei Mukhabaràt, servizio segreto egiziano, dal 1975 al 1978,  ebbe un ruolo fondamentale nel negoziato di pace tra l'Egitto e Israele del 1979.
Ministro della Difesa (1978-80) e degli Esteri (1980-84), fu nominato da Anwar al-Sadat Primo ministro: carica che mantenne dal 17 luglio 1984 al 4 settembre 1985..
Alla sua morte, il 27 marzo 1993, fu celebrato un funerale militare.